# The Evens
The Evens é um duo de punk de Washington D.C., EUA, formado no outono de 2001, constituído por Ian MacKaye (Fugazi, Minor Threat) e Amy Farina (The Warmers).

## História
Após a banda de Ian MacKaye, Fugazi, entrou em um hiato, The Evens começou a tocar extensivamente e, finalmente, fez alguns shows e gravou um auto-intitulado álbum, lançado em Março de 2005 pelo selo Dischord Records de MacKaye. The Evens são conhecidos pelas suas escolhas incomuns de locais para suas apresentação, e por suas mudanças de estilo do que muitos têm chamado de "DC" ou "Dischord som". O Washington Post descreveu o som como "o que acontece quando post-hardcore torna-se post-post-hardcore".
O primeiro álbum da dupla combina a temática de MacKaye em suas letras, que falam sobre a tirania da autoridade e temas politizados, com o senso melódico de Farina. O resultado é um som bem diferente daquele que os fãs do Fugazi estavam acostumados a ouvir.
O segundo álbum, Get Evens, de 2006, soa como o primeiro, misturando o post hardcore com uma atitude "folk", o contrário, e letras ainda mais criticas de MacKaye.

## Discografia
- The Evens (LP, 2005, Dischord Records )
- Get Evens (LP, 2006, Dischord Records )